# Péricles Pereira
Pecks, właśc. Péricles Santos Pereira (ur. 10 kwietnia 1993 na São Vicente) – kabowerdeński piłkarz grający na pozycji środkowego obrońcy.

## Kariera klubowa
Swoją karierę piłkarską Pecks rozpoczął klubie Batuque FC. W 2012 roku przeszedł do portugalskiej drużyny Gil Vicente FC. 19 sierpnia 2012 roku zadebiutował w niej w Primeira Liga w zremisowanym 0:0 domowym meczu z FC Porto. Zawodnikiem Gil Vicene był do 2016 roku.
| Sezon   | Klub           | Kraj       | Rozgrywki     | Mecze | Bramki |
| ------- | -------------- | ---------- | ------------- | ----- | ------ |
| 2012/13 | Gil Vicente FC | Portugalia | Primeira Liga | 6     | 0      |
| 2013/14 | Gil Vicente FC | Portugalia | Primeira Liga | 20    | 1      |
| 2014/15 | Gil Vicente FC | Portugalia | Primeira Liga | 20    | 1      |
| 2015/16 | Gil Vicente FC | Portugalia | Segunda Liga  | 15    | 0      |

## Kariera reprezentacyjna
W reprezentacji Republiki Zielonego Przylądka Pecks zadebiutował w 2012 roku. W 2013 roku został powołany do kadry na Puchar Narodów Afryki 2013.